# Sonnets (tomik Johna Eaglesa)
Sonnets – tomik angielskiego pastora i poety Johna Eaglesa, opublikowany w 1858 w Edynburgu nakładem oficyny William Blackwood and Sons. Zbiorek zawiera 114 utworów. Tomik został zadedykowany pamięci Johna Kenyona. Sonety w nim zebrane powstawały przez trzydzieści lat i były częściowo publikowane w Blackwood’s Magazine (jak zaznaczono we wstępie autorstwa Zoë King). Wśród nich znalazły się między innymi wiersze Thoughts, October, November, Night i Father and Son. Pod względem rymowania sonety Johna Eaglesa realizują model włoski i francuski. Poniższy utwór rymuje się na modłę francuską abba abba cdcd ee.
Come, living Thoughts — envelope me around
With your voluminous Beings — clear away,
For ye are spirits creative, and ye may
With your ethereal presence this dark ground
Beneath, and my unburthen'd feet surround
With th' unfelt pavement of your golden way,
T' ascend from out the darkness of Earth's day.
That to the Mind's large kingdom we may bound-
To reign, if perfect will and knowledge be
To reign — and aught may reign, but God above;
Where Life, in Spiritual conception free,
Sees all is Beauty, and feels all is Love.
And, ministering Thoughts, ye come more bright
Than wings of Angels glistening in their flight.
(Thoughts)